# کفشک‌ماهیان تیزدندان
کفشک‌ماهیان تیزدندان (Psettodidae) خانواده‌ای از ماهیان هستند.
این خانواده یک سرده و سه گونه دارد.
گونه‌ها:
- Psettodes belcheri Bennett , ۱۸۳۱
- Psettodes bennettii Steindachner   , ۱۸۷۰
- (کفشک تیزدندان)* Psettodes erumei Bloch & Schneider, ۱۸۰۱

از این خانواده یک گونه به نام کفشک تیزدندان (Psettodes erumei) در آب‌های جنوبی ایران زندگی می‌کند.

## منبع
اسدی، هدایت و دیگران، اطلس ماهیان خلیج فارس و دریای عمان، سازمان تحقیقات و آموزش شیلات ایران، تهران: ۱۳۷۵.